# Hyëna
Hyëna è il ventiduesimo album in studio del gruppo musicale tedesco KMFDM, pubblicato nel 2022.

## Tracce
1. All 4 1 – 3:23 (Sascha Konietzko, Andee Blacksugar, Lucia Cifarelli, Andy Selway)
2. Rock 'n' Roll Monster – 3:01 (Konietzko, Andrew Lindsley)
3. Black Hole – 3:09 (Konietzko, Blacksugar, Cifarelli)
4. Hyëna – 5:02 (Konietzko)
5. All Wrong – But Alright – 5:37 (Konietzko, Blacksugar)
6. Blindface – 1:40 (Konietzko, Blacksugar, Cifarelli, Selway)
7. Déjà Vu – 1:54 (Konietzko)
8. Deluded Desperate Dangerous & Dumb – 3:17 (Konietzko, Blacksugar)
9. Immortally Yours – 3:50 (Konietzko, Cifarelli)
10. Liquor Fish & Cigarettes – 4:39 (Konietzko, Blacksugar, Cifarelli, Selway)
11. In Dub We Trust – 4:08 (Konietzko, Blacksugar)